# Challenger de Barranquilla
EL Claro Open Barranquilla es un torneo profesional de tenis. Pertenece al ATP Challenger Series. Se juega desde el año 2011 sobre pistas de tierra batida, en Barranquilla, Colombia.
Las ediciones de los años 2011 hasta 2013 llevaron el nombre de Seguros Bolívar Open Barranquilla. A partir del 2014 se cambió el nombre a Claro Open Barranquilla por motivos comerciales.

## Palmarés

### Individuales
| Año  | Campeón           | Finalista              | Resultado        |
| ---- | ----------------- | ---------------------- | ---------------- |
| 2016 | Diego Schwartzman | Rogério Dutra da Silva | 6-4, 6-1         |
| 2015 | Borna Ćorić       | Rogério Dutra da Silva | 6-4, 6-1         |
| 2014 | Pablo Cuevas      | Martin Kližan          | 6-3, 6-1         |
| 2013 | Federico Delbonis | Facundo Bagnis         | 6–3, 6–2         |
| 2012 | Alejandro Falla   | Horacio Zeballos       | 6–4, 6–1         |
| 2011 | Facundo Bagnis    | Diego Junqueira        | 1–6, 7–6(4), 6–0 |

### Dobles
| Año  | Campeones                        | Finalistas                      | Resultado      |
| ---- | -------------------------------- | ------------------------------- | -------------- |
| 2016 | Alejandro Falla Eduardo Struvay  | Gonzalo Escobar Roberto Quiroz  | 6–4, 7–5       |
| 2014 | Pablo Cuevas Pere Riba           | František Čermák Michail Elgin  | 6–4, 6–3       |
| 2013 | Facundo Bagnis Federico Delbonis | Fabiano de Paula Stefano Ianni  | 6–3, 7–5       |
| 2012 | Nicholas Monroe Maciek Sykut     | Marcel Felder Frank Moser       | 2–6, 6–3, 10–5 |
| 2011 | Flavio Cipolla Paolo Lorenzi     | Alejandro Falla Eduardo Struvay | 6–3, 6–4       |